# Adrianus David Hilleveld
Adrianus David Hilleveld (Amsterdam, 16 april 1838 – Gombong, 17 juni 1877) was een Nederlands schilder en tekenleraar.

## Leven en werk
Adriaan Hilleveld was een zoon van de Amsterdamse kunsthandelaar Hendrik Hilleveld (1801-1859) en Elisabeth Wiegel (1806-1876). Hij kreeg op vijfjarige leeftijd schilderles van Valentijn Bing en later van Abraham Hulk sr. Hij was vijftien jaar toen hij in mei 1853 als exposant debuteerde bij de Tentoonstelling van Levende Meesters in Den Haag. Hij nam daarna tot begin jaren 60 deel aan tentoonstellingen in Den Haag, Amsterdam en Leeuwarden. Hij schilderde voornamelijk strand- en zeegezichten. 
Na het overlijden van zijn vader woonde hij korte tijd in Utrecht, tot hij in 1861 met zijn moeder en zussen naar Rotterdam verhuisde. Hij vertrok vier jaar later naar Nederlands-Indië, waar hij diende als adjudant-officier bij het Koninklijk Nederlandsch-Indisch Leger. Hij was er tekenmeester aan de Militaire Pupillenschool. Hilleveld pleegde op 39-jarige leeftijd zelfmoord in een kampong bij Gombong.

## Enkele werken

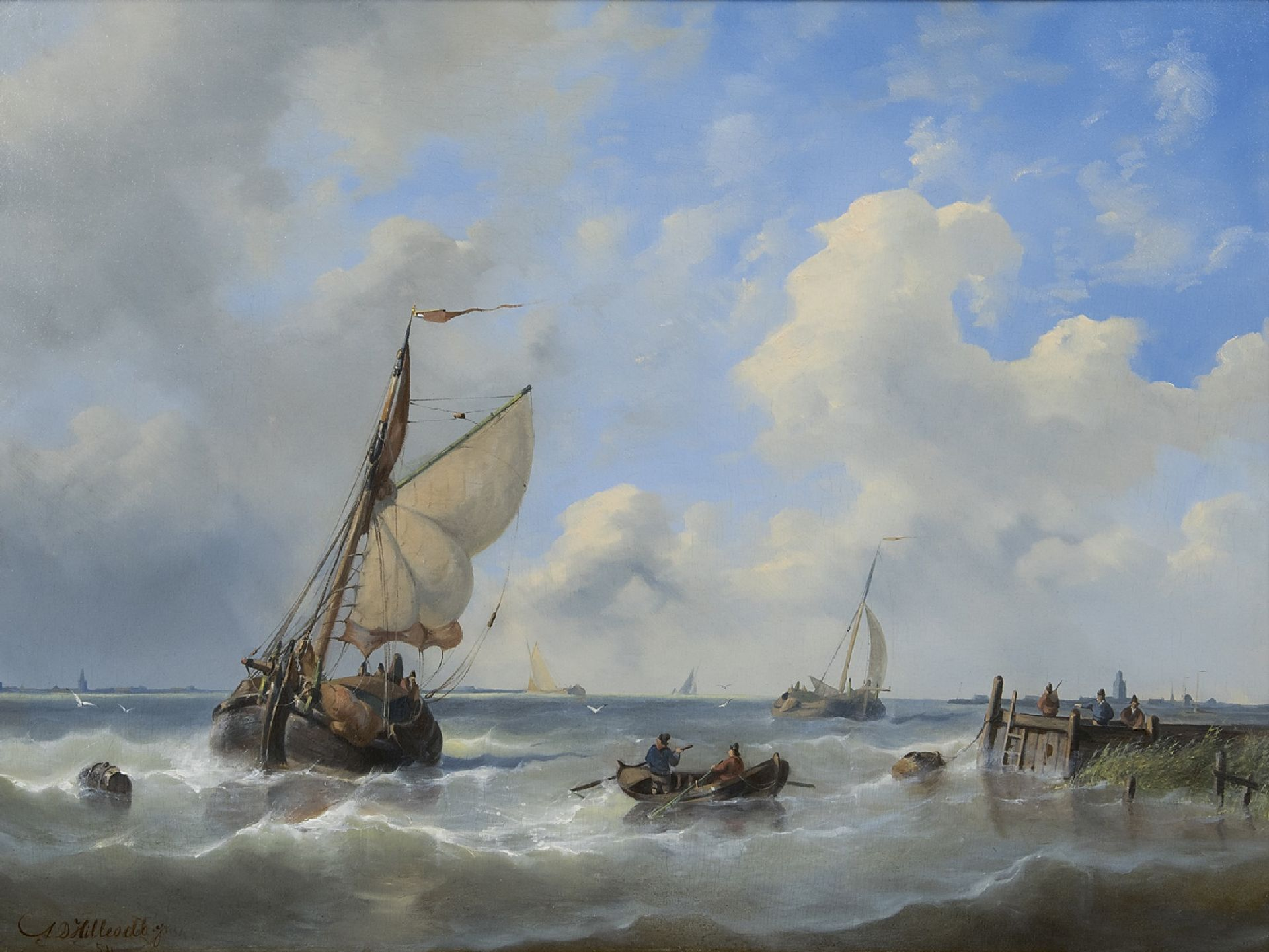
Zeilschepen bij een havenhoofd (1854)
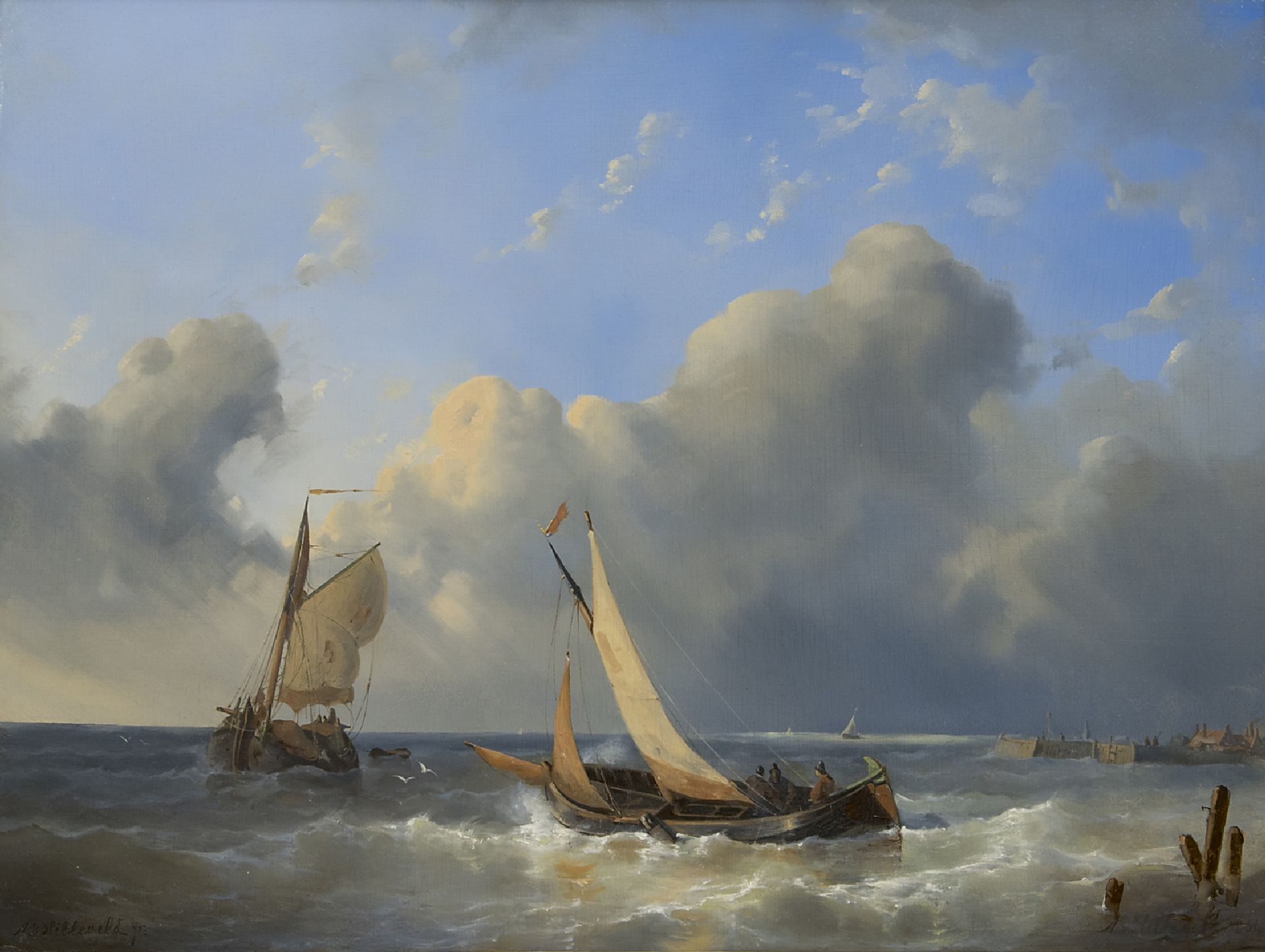
Laverende zeilschepen voor een haveningang (1854)
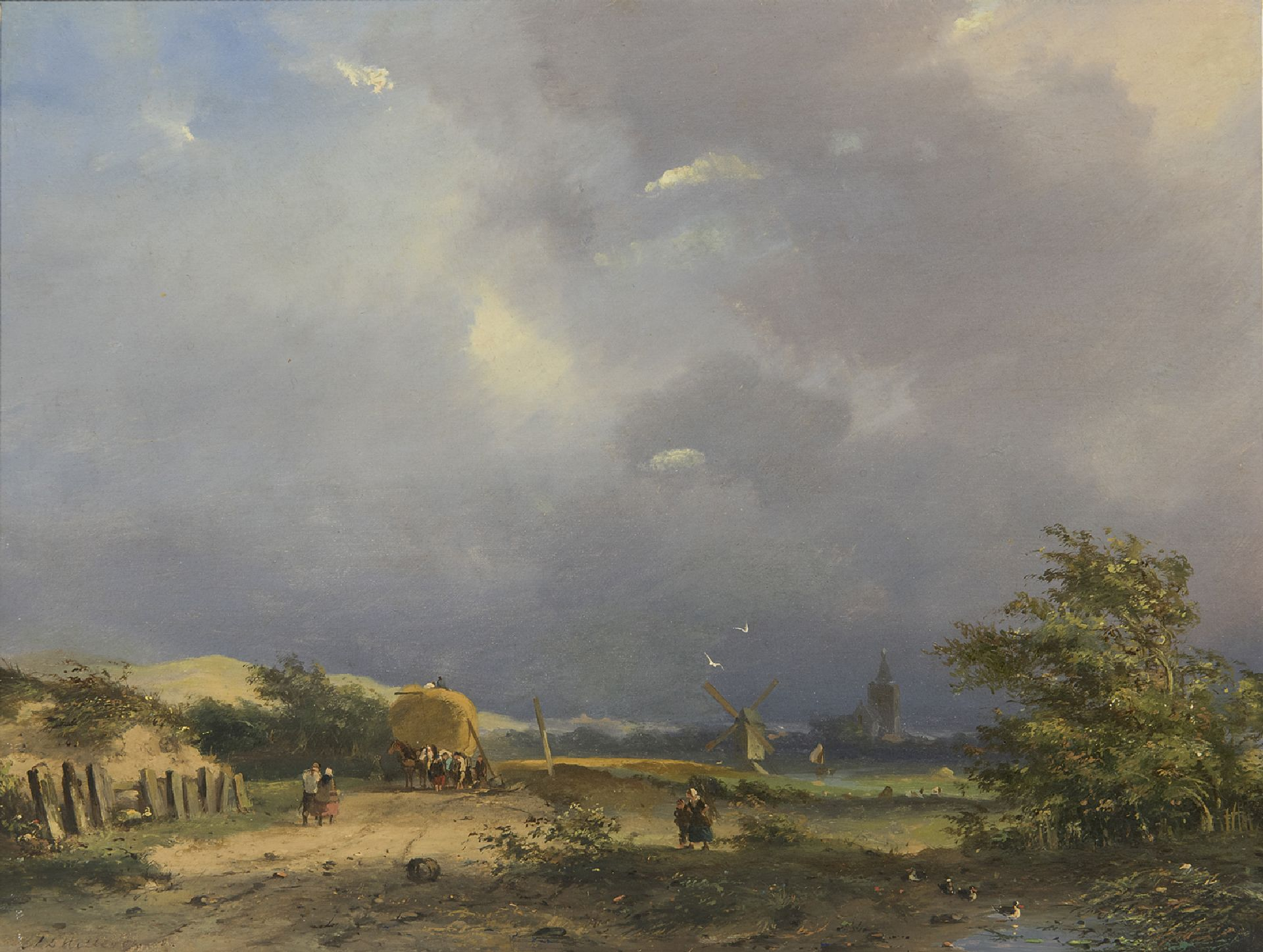
Landschap met landvolk en opgetaste hooiwagen

- Biografisch Portaal: 31102479
- RKD-Nederlands Instituut voor Kunstgeschiedenis: 38471
- Union List of Artist Names: 500021988
- Virtual International Authority File: 95816707